# ألفريدو سانتورو
ألفريدو سانتورو (بالإسبانية: Alfredo Santoro)‏ (مواليد 6 نوفمبر 1906) هو ملاكم أرجنتيني، مثّل بلاده في الألعاب الأولمبية الصيفية 1924.

## روابط خارجية
ألفريدو سانتورو على موقع أوليمبيديا (الإنجليزية)